# Partij van Communisten van Kirgizië
De Partij van Communisten van Kirgizië (Russisch: Партия Коммунистов Киргизстана, Partija Kommunistov Kirgizii, Kirgizisch: Кыргызстан Коммунисттеринин Партиясы, Kirgyzstan Kommunistterinin Partijasij) is een communistische partij in Kirgizië. De partij is opgericht op 22 juni 1992. De KKP is de opvolger van de Communistische Partij van Kirgizië, de enige toegestane partij in de toenmalige Kirgizische SSR.
Het was de grootste partij in de Wetgevende Vergadering van Kirgizië tussen 2001 en 2005 met 15 van de 60 zetels. Momenteel heeft de partij geen zetels meer. De partij werd geleid door Absamat Masaliyev, een voormalige leider van de republiek in de Sovjet-tijdperk, tot zijn dood in 2004. De huidige voorzitter is Bumairam Mamaseitova.